# Lakhegy
Lakhegy è un comune dell'Ungheria di 513 abitanti (dati 2001). È situato nella contea di Zala.